# بیمارستان کودکان آلبرتا
بیمارستان کودکان آلبرتا (به انگلیسی: Alberta Children's Hospital) بیمارستانی مدیکر در شهر کالگری کانادا است .